# マット・オックス
マシュー・クリストファー・グラウ（Matthew Christopher Grau、2004年12月13日 - ）は、マット・オックス（Matt Ox）として知られる、フィラデルフィア出身のアメリカ合衆国のラッパー、歌手である。2017年のシングル「Overwhelming」や、2018年にプラチナ認定されたXXXテンタシオンのセカンドアルバム『?』収録の楽曲「$$$」への客演で最もよく知られている。

## 生い立ち
オックスは2004年に生まれた。出身はフィラデルフィアのローンクレスト地区である。オックスは11歳の時にヒップホップを追求し始めた。音楽活動を始めてからは、ホームスクーリングで教育を受けている。

## キャリア
オックスが12歳だった2017年に、Oogie Maneがプロデュースしたシングル「Overwhelming」のミュージックビデオを公開した。彼はワーナーから複数のシングルをリリースした後、2018年にモータウンと契約した。2018年3月、ラッパーのXXXテンタシオンと楽曲「$$$」で共作し、この曲は彼のセカンドアルバム『?』に収録された。彼のデビューアルバム『Ox』は2018年10月30日にリリースされた。アルバムには3分未満の11曲が収録されており、チーフ・キーフ、Key!、ヴァリーが客演した3曲が含まれている。プロデュースはフィラデルフィアを拠点とするプロダクションクルー、Working on Dyingが担当した。
2020年12月13日にミックステープ『Sweet 16』をリリース。2021年2月12日には初のソロEPとなる5曲入りの『Unorthodox』をリリースした。ミックステープとEPには他のアーティストからの客演はなかった。オックスのセカンドアルバム『Year Of The Ox』は2022年1月31日にリリースされ、ランシー・フーとウノ・ジ・アクティヴィストが客演で参加した。

## 音楽性
オックスの音楽は「ダークなトラップ・ミュージック」と評されている。彼が好きなアーティストには、ソウルジャ・ボーイやリル・Bなどがいる。

## ディスコグラフィ

### スタジオ・アルバム
- Ox（2018）
- Year Of The Ox（2022）